# Дикун, Сергей Николаевич
Сергей Николаевич Дикун — советский хозяйственный, государственный и политический деятель, Герой Социалистического Труда.

## Биография
Родился в 1922 году в деревне Кнышевичи. Член КПСС.
Участник Великой Отечественной войны. С 1946 года — на хозяйственной, общественной и политической работе. В 1946—1978 гг. — на партийной и советской работе в Бобруйском обкоме КП Белоруссии, первый секретарь Старобинского, первый секретарь Кировского райкома КП Белоруссии, председатель Шкловского райисполкома, 1-й секретарь Шкловского райкома КП Белоруссии.
Указом Президиума Верховного Совета СССР от 8 апреля 1971 года присвоено звание Героя Социалистического Труда с вручением ордена Ленина и золотой медали «Серп и Молот».
Избирался депутатом Верховного Совета Белорусской ССР 7-го созыва.
Умер в Шклове в 1978 году.